# Ross Docherty
Ross Docherty (Paisley, 23 gennaio 1993) è un calciatore scozzese, centrocampista del Ross County.

## Carriera
Viene ingaggiato dal Livingston nel 2010. Debutta con la prima squadra il 7 maggio 2011, nella Scottish Second Division, contro l'Alloa Athletic.
Nel mese di maggio del 2014 Docherty non rinnova il contratto con il Livingston e resta svincolato. Dopo un periodo di prova, a dicembre del 2014, firma con l'Airdrieonians Football Club. Resta ad Airdrie per una stagione, in Second Division, arrivando al quinto posto in classifica.
Nell'estate del 2015 passa a titolo gratuito all'Ayr United, club della Scottish League One. Nella prima stagione con il nuovo club, ottiene la promozione in Championship, attraverso i play-off.
Il club ritorna in League One dopo un solo anno, ma risale nuovamente laureandosi campione nella Scottish League One 2017-2018. Mantiene la categoria nelle due stagioni successive.
Nel 2020, dopo l'interruzione del campionato a causa della pandemia di Covid-19, si trasferisce da svincolato al Partick Thistle con cui vince la Scottish League One 2020-2021. Nella Championship 2022-2023 va vicino alla promozione, perdendo la finale dello spareggio Premiership/Championship contro il Ross County.
Nel 2023 firma un biennale con il Dundee United, in Championship. Vince la Scottish Championship ottenendo così la promozione in massima serie.
Nella stagione 2024-2025 gioca quindi per la prima volta in carriera nella Scottish Premiership con il Dundee Utd, qualificandosi alla UEFA Conference League. A fine stagione, il Dundee United comunica che il contratto di Docherty non verrà rinnovato.
Rimasto svincolato, si trasferisce a titolo gratuito al Ross County, firmando un contratto biennale fino al 2027.
Debutta il 12 luglio 2025 nella Coppa di Lega scozzese contro lo Stranraer.
Il 2 agosto 2025 fa il suo esordio nella Scottish Championship contro l'Airdrieonians

## Statistiche

### Presenze e reti nei club
Statistiche aggiornate al 17 maggio 2025.
| Stagione               | Club                   | Campionato             | Campionato | Campionato | Coppe nazionali | Coppe nazionali | Coppe nazionali | Coppe continentali | Coppe continentali | Coppe continentali | Supercoppe | Supercoppe | Supercoppe | Totale | Totale |
| Stagione               | Club                   | Comp                   | Pres       | Reti       | Comp            | Pres            | Reti            | Comp               | Pres               | Reti               | Comp       | Pres       | Reti       | Pres   | Reti   |
| ---------------------- | ---------------------- | ---------------------- | ---------- | ---------- | --------------- | --------------- | --------------- | ------------------ | ------------------ | ------------------ | ---------- | ---------- | ---------- | ------ | ------ |
| 2010-2011              | Livingston             | SSD                    | 1          | 0          | CS+CdL          | 0               | 0               | -                  | -                  | -                  | SCC        | 0          | 0          | 1      | 0      |
| 2011-2012              | Livingston             | SFD                    | 11         | 0          | CS+CdL          | 0               | 0               | -                  | -                  | -                  | SCC        | 2          | 0          | 13     | 0      |
| 2012-2013              | Livingston             | SFD                    | 10         | 0          | CS+CdL          | 0+3             | 0               | -                  | -                  | -                  | SCC        | 0          | 0          | 13     | 0      |
| 2013-2014              | Livingston             | SC                     | 8          | 0          | CS+CdL          | 0+2             | 0               | -                  | -                  | -                  | SCC        | 1          | 0          | 11     | 0      |
| Totale Livingston      | Totale Livingston      | Totale Livingston      | 30         | 0          |                 | 5               | 0               |                    | -                  | -                  |            | 3          | 0          | 38     | 0      |
| 2014-2015              | Airdrieonians          | SL1                    | 22         | 0          | CS+CdL          | 0               | 0               | -                  | -                  | -                  | SCC        | 0          | 0          | 22     | 0      |
| 2015-2016              | Ayr Utd                | SL1                    | 26+4       | 0+1        | CS+CdL          | 1+2             | 0               | -                  | -                  | -                  | SCC        | 2          | 0          | 35     | 1      |
| 2016-2017              | Ayr Utd                | SC                     | 29         | 2          | CS+CdL          | 6+4             | 0               | -                  | -                  | -                  | SCC        | 3          | 0          | 42     | 2      |
| 2017-2018              | Ayr Utd                | SL1                    | 16         | 0          | CS+CdL          | 1+5             | 0+1             | -                  | -                  | -                  | SCC        | 1          | 0          | 23     | 1      |
| 2018-2019              | Ayr Utd                | SC                     | 19+1       | 0          | CS+CdL          | 2+0             | 1+0             | -                  | -                  | -                  | SCC        | 1          | 0          | 23     | 1      |
| 2019-2020              | Ayr Utd                | SC                     | 22         | 2          | CS+CdL          | 1+2             | 0               | -                  | -                  | -                  | SCC        | 1          | 0          | 26     | 2      |
| Totale Ayr Utd         | Totale Ayr Utd         | Totale Ayr Utd         | 112+5      | 4+1        |                 | 24              | 2               |                    | -                  | -                  |            | 8          | 0          | 149    | 7      |
| 2020-2021              | Partick Thistle        | SL1                    | 19         | 1          | CS+CdL          | 1+3             | 0               | -                  | -                  | -                  | -          | -          | -          | 23     | 1      |
| 2021-2022              | Partick Thistle        | SC                     | 34+2       | 6+0        | CS+CdL          | 3+4             | 1+0             | -                  | -                  | -                  | SCC        | 2          | 0          | 45     | 7      |
| 2022-2023              | Partick Thistle        | SC                     | 26+6       | 1+0        | CS+CdL          | 2+6             | 0               | -                  | -                  | -                  | SCC        | 0          | 0          | 40     | 1      |
| Totale Partick Thistle | Totale Partick Thistle | Totale Partick Thistle | 79+8       | 8+0        |                 | 19              | 1               |                    | -                  | -                  |            | 2          | 0          | 108    | 9      |
| 2023-2024              | Dundee Utd             | SC                     | 20         | 3          | CS+CdL          | 1+4             | 0               | -                  | -                  | -                  | SCC        | 1          | 0          | 26     | 3      |
| 2024-2025              | Dundee Utd             | SP                     | 22         | 0          | CS+CdL          | 0+2             | 0               | -                  | -                  | -                  | -          | -          | -          | 24     | 0      |
| Totale Dundee Utd      | Totale Dundee Utd      | Totale Dundee Utd      | 42         | 3          |                 | 7               | 0               |                    | -                  | -                  |            | 1          | 0          | 50     | 3      |
| Totale carriera        | Totale carriera        | Totale carriera        | 298        | 16         |                 | 55              | 3               |                    | -                  | -                  |            | 14         | 0          | 367    | 19     |

## Palmarès

### Club

#### Competizioni nazionali
- Scottish League One: 3

Livingston: 2010-2011
Ayr United: 2017-2018
Partick Thistle: 2020-2021
- Scottish Championship: 1

Dundee United: 2023-2024